# Millettia pachycarpa
Millettia pachycarpa är en ärtväxtart som beskrevs av George Bentham. Millettia pachycarpa ingår i släktet Millettia och familjen ärtväxter. Inga underarter finns listade i Catalogue of Life.